# Aujla Dhak
 (janvier 2018).
Pour les articles homonymes, voir Aujla.
Aujla Dhak est un village situé dans le tehsil de Phillaur (en), district de Jalandhar, Pendjab (Inde). Il est situé à 6,4 km de Mukandpur (en), à 14 km de Goraya (en), à 39 km de Jalandhar et à 113 km de la capitale de l'État, Chandigarh. 
Le village est administré par un sarpanch, représentant élu du village selon le système de gouvernement des panchayats.[réf. souhaitée]